# 998
سنة 998 م هي سنة بسيطة تبدأ يوم السبت من التقويم يولياني.

## أحداث

### حسب المنطقة

#### أوروبا
- أوتو الثالث يستعيد مدينة روما وإعادة ابن عمه غريغوري الخامس إلى مركزه السابق،بعد إزالة وإبعاد منافسه أنتيبوب جون السادس عشر.

## مواليد
- جورج الأول من جورجيا

## وفيات
- صمصام الدولة
- أبو الوفا البوزجاني،عالم رياضيات